# باشگاه فوتبال بری واندررز
باشگاه فوتبال بری واندررز (ایرلندی: Cumann Peile Fánaithe Bhré) یک باشگاه فوتبال تحت کنترل اتحادیه فوتبال جمهوری ایرلند هستند که در لیگ دسته اول فوتبال ایرلند، دومین سطح فوتبال در این کشور، بازی می کنند. این باشگاه در شکل کنونی خود در سال ۱۹۴۲ در بری تأسیس شد.